# Havøya
Havøya  (en Kvène Havöija, en Nordsamisk Ávvá) est une  île du comté de innmark, sur la côte de  la mer de Norvège. L'île fait partie la commune de Måsøy.

## Description
L'île de 8,3 km2 se trouve au large de la côte de la Porsanger Peninsula (en) avec l'île de Hjelmsøya au nord, Måsøya à l'est et Rolvsøya à l'ouest. Le seul village de l'île est Havøysund dans la partie sud de l'île. Havøysund est le centre administratif de la municipalité de Måsøy et c'est le principal centre de population de la municipalité. L'île est reliée au continent par le Havøysund Bridge (en) le long de la Norwegian County Road 889 (en). Elle est aussi desservie par la compagnie maritime Hurtigruten depuis Hammerfest. 
Norsk Hydro a construit un parc éolien dans la partie nord-ouest de l'île, qui est devenu un point de repère pour les gens en mer. Les 15 éoliennes sont accessibles en 30 minutes à pied depuis la ville et sont situés sur Havøygavlen, le point culminant de l'île. Le café-restaurant et la zone d'observation de l'Arctique sont situés à l'extrémité nord-ouest de l'île, près du parc éolien, et offrent une vue imprenable sur la mer de Barents et sur l'archipel arctique environnant de Måsøya, Hjelmsøya, Ingøya et Rolvsøya.

## Galerie

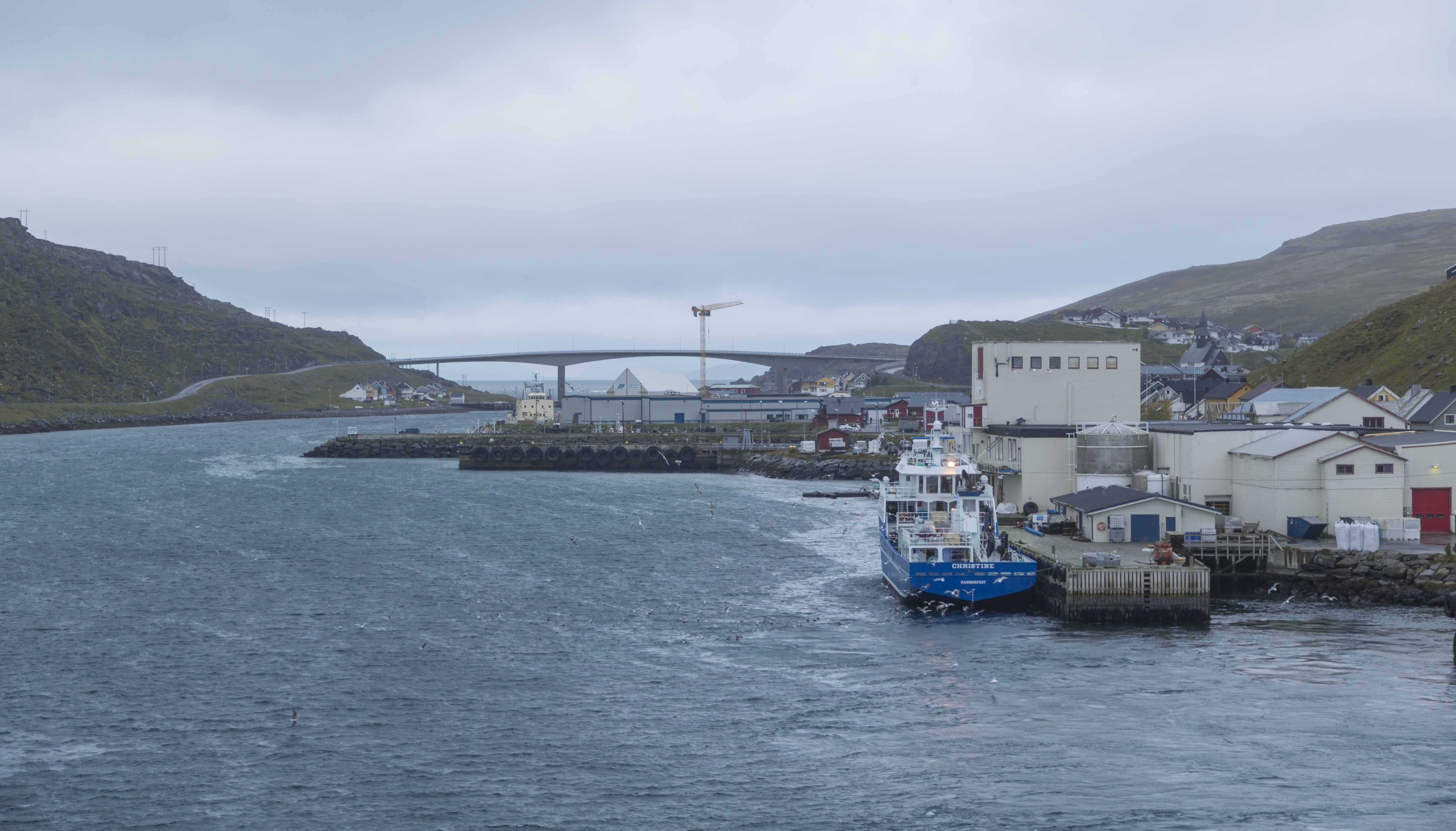
Pont de Havøysund
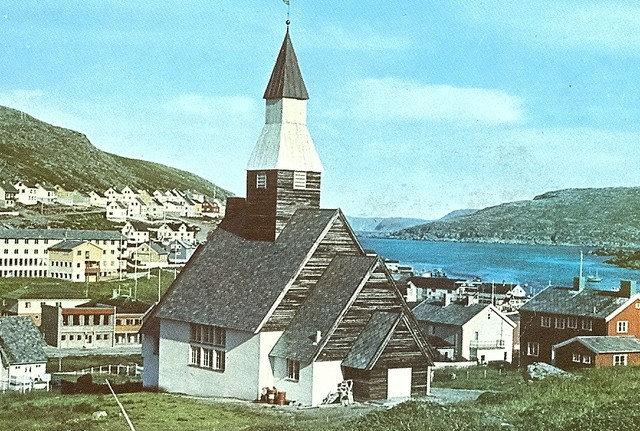
Eglise de Havøysund
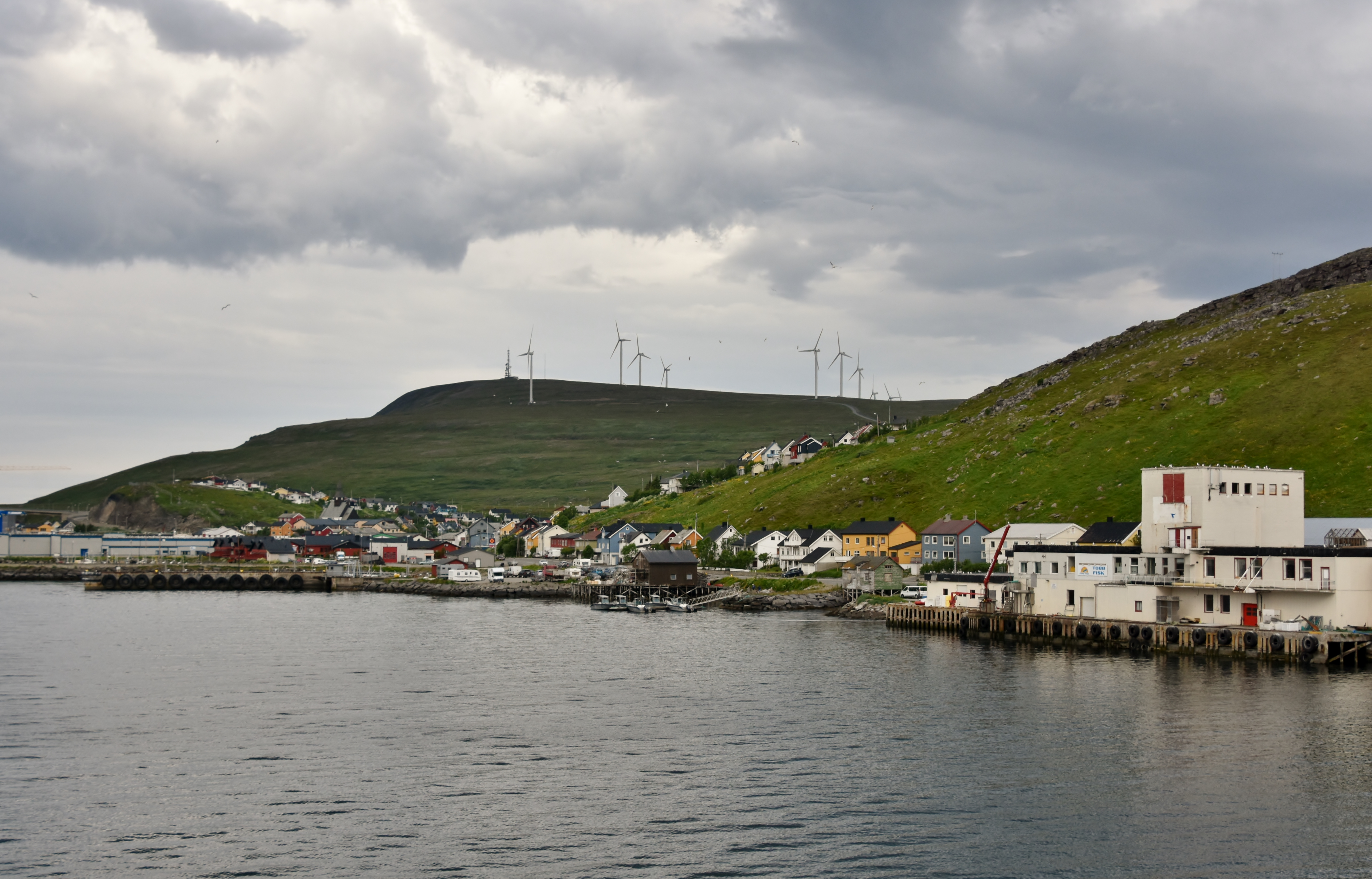
Le port de Havøysund